# Vintilă Vodă
Vintilă (?-1574) a fost domn al Țării Românești pentru o scurtă perioadă, din 21 aprilie până în 3 mai 1574.
Era fiul lui Pătrașcu cel Bun. Maciej Stryjkwoski îl numea și Draculina, diminutiv de la Dracula, porecla lui Vlad Dracul. Vintilă a murit la 3 mai 1574, find decapitat, în urma luptei duse cu un corp de oaste trimis de Alexandru al II-lea Mircea.